# Сесса-Аурунка
Сесса-Аурунка (итал. Sessa Aurunca) — город в Италии, располагается в регионе Кампания, в провинции Казерта.
Население составляет 22 860 человек, плотность населения составляет 140 чел./км². Занимает площадь 163 км². Почтовый индекс — 81037. Телефонный код — 0823.
Поскольку традиционной религией в этих местах является католичество, местные жители считают небесным покровителем Сесса-Аурунки святого Льва, отмечая ежегодно его праздник 19 апреля.